# CSF2RB
CSF2RB (англ. cytokine receptor common subunit beta; CD131) — мембранный белок, β-субъединица нескольких высокоаффинных цитокиновых рецепторов I типа, продукт гена человека CSF2RB.

## Функции
CSF2RB является субъединицей трёх гетеродимерных цитокиновых рецепторов:
- Рецептор гранулоцитарно-макрофагального колониестимулирующего фактора (GM-CSFR) — вместе с α-субъединицей CSF2RA (CD116)
- Рецептор интерлейкина 3 — вместе с α-субъединицей IL3RA (CD123)
- Рецептор интерлейкина 5 — вместе с α-субъединицей IL5RA (CD125)[4].

β-Субъединица отвечает за связывание с α-субъединицей и обеспечивает перенос сигнала, в то время как α-субъединица связывается с лигандом.

## Структура
CSF2RB состоит из 897 аминокислот, молекулярная масса 97,3 кДа.